# جورج ويليام فرنسيس
جورج ويليام فرنسيس (بالإنجليزية: George William Francis)‏ هو عالم نبات أسترالي، ولد في 1800 في لندن في المملكة المتحدة، وتوفي في 1865.